# 鹽田剛三
鹽田剛三（1915年9月9日—1994年7月17日）是日本知名的合氣道家，也是養神館合氣道的創始人。早年學習柔道，後來跟隨合氣道創始人植芝盛平學習合氣道，1961年被策封為合氣道九段。
鹽田身高154公分體重46公斤，體型甚小。擁有「不世出的達人」的高評價。

## 生平
鹽田剛三出生於大正4年（1915年）9月9日，父親塩田清是一名醫師，將他取名為塩田剛（しおだつよし）。剛三是家中的次男。
鹽田剛三的父親也是一位柔道家，並且擁有一間名為養神館的柔道場。在鹽田進入中學之前，就已經是柔道黑帶。進入拓殖大學之後，鹽田剛三進入植芝盛平的合氣道場，全心全意的學習當時尚未改名為合氣道的合氣武道。
當時的合氣道訓練相當的嚴格，但是鹽田剛三卻非常喜歡這種訓練方法。之後創立養神館之後，鹽田也仍然沿用他當時的練習方法。當時鹽田和一些道場的師兄弟非常喜歡在晚上到東京找當地的流氓試拳，但是後來這項舉動被植芝盛平所禁止。
鹽田剛三先後在植芝盛平門下學習達十年，後來他被徵召入伍，送至中國服役。最讓鹽田印像深刻的一次，是當時他在上海的一處酒店喝酒，最後和四名流氓起衝突，最後憑著合氣道保住了性命。鹽田表示這次的經驗對他而言是一次很重要的啟蒙，唯有經歷過生與死的決鬥，才能真正體會合氣道的真意。
回到日本之後，鹽田開始在警政和軍事單位教導合氣道。1955年，鹽田在東京開設屬於自己的道館-養神館。之後養神館迅速的擴張，現在已經在世界100多個國家設有支部。許多的名人訪日時，都會到養神館參觀，例如約翰·甘迺迪和拳王泰森。

## 著作
- 合氣道練習法
- 合氣道基本技全書
- 養神館合氣道技術全集（DVD）

## 外部連結
- 養神館合氣道 （页面存档备份，存于）
- 鹽田剛三紀錄影片（页面存档备份，存于）